# Chris Henderson
Christopher Joel Henderson, nacido el 11 de diciembre de 1970 en Edmonds, Washington, es un exfutbolista estadounidense. Se retiró del fútbol profesional a fines de 2006 jugando por el Red Bull New York de la Major League Soccer. Participó, además, con su selección en la Copa Mundial de Fútbol Sub-20 de 1989 disputada en Arabia Saudita, donde obtuvieron el cuarto lugar. También participó en la Copa Mundial de Fútbol de 1990 realizada en Italia, y después en los Juegos Olímpicos de Barcelona 1992.

## Trayectoria
| Período   | Club                                   |                                          |
| --------- | -------------------------------------- | ---------------------------------------- |
| 1987-1988 | Universidad de California, Los Ángeles | 1989 Seatle Storm 1990 -1994 UCLA Bruins |

| Período   | Club                | Partidos (goles) |
| --------- | ------------------- | ---------------- |
| 1994-1995 | FSV Frankfurt       | ? (8)            |
| 1995-1996 | Stabæk I.F.         | ? (?)            |
| 1996-1998 | Colorado Rapids     | 77 (12)          |
| 1999-2000 | Kansas City Wizards | 61 (12)          |
| 2001      | Miami Fusion        | 25 (3)           |
| 2002-2005 | Colorado Rapids     | 81 (19)          |
| 2005      | Columbus Crew       | 21 (2)           |
| 2006      | Red Bull New York   | 24 (3)           |

| Período   | Club           | Partidos (goles) |
| --------- | -------------- | ---------------- |
| 1990-2000 | Estados Unidos | 79 (3)           |